# 後楽園ホール還暦祭
後楽園ホール還暦祭（こうらくえんホールかんれきさい）は、後楽園ホール還暦祭実行委員会が主催するプロレス興行。正式名称は後楽園ホール 60周年 還暦祭（こうらくえんホール　60しゅうねん　かんれきさい）。

## 概要
1962年4月16日に開業した後楽園ホールが2022年をもって60周年を迎えることに記念したイベントとして2021年12月に開催を正式に発表、12月24日にディザー動画を公開した。会場側が主催するプロレス興行は業界史上初。
4月15日は女子プロレスオールスターズ、4月16日は共に設立50周年を迎えた新日本プロレスと全日本プロレスの合同興行として開催する。
3月11日、全対戦カードを発表。後日、出場予定だったSANADAがケガによる長期欠場を発表され、3月17日に変更カードを改めて発表された
大会プロデューサーは株式会社東京ドーム興行企画部イベント事業第一グループ の早福智之。
大会オリジナルテーマ曲は鈴木修による「SACRED PLACE」。

## 開催までの経緯
後楽園ホール60周年を記念して何かをやりたいと思った早福が約2年前から企画。後楽園オープン記念日である4月16日になにかをやる、ということが決まった。これは50年目の節目に何もやらなかった悔いもあったという。事実上の株式会社東京ドーム主催となったが、これは会社始まって以来初のこと。どこかに主催してもらい会場を貸すという形も検討されたが、「プロレス団体、選手、お客様、皆さんに使っていただいた感謝の気持ちを伝えたい」ということには反対意見は出なかった。ただしどうやって何をやるかについては「例えば出場できなかった団体や選手に迷惑が掛からないか」など、構想を固めるにはかなりの時間を要した。当初はオールナイトで2日間という案もあったという。また、コロナ禍ということでチケット販売のパターンもフルキャパの場合、半分の場合を考えギリギリのタイミングまで待ち、シミュレーションを行った。
なお、催しが関係性が深かったボクシングではなくプロレスに決まったのは、早福がファンであることに加え、前述の50周年の際にドラディションが興行を行っており、藤波辰爾から「おめでとう」と声を掛けられたことも大きかったとしている。
男子団体は2022年に50周年を迎える新日本プロレスと全日本プロレスに声をかけ、歴史ある2団体＋場によるコラボレーションという方向性が早い段階で決定した。外されたニュアンスが出ないよう、他の団体にも「こういう趣旨で開催する」旨の連絡をしたという。女子もやる方向ではあったが、男子団体と異なり歴史ある団体がないこと、団体数も多い中で組み立て方も思い浮かばず、男子団体による1日だけでもいいか、という状況が続いたが、2021年11月に野崎渚15周年記念大会を後楽園ホールで開催したのをきっかけに考えを改め、ファン層が全く違う女子団体も行う方法となった。野崎渚15周年記念大会メインイベントが後楽園ホールでデビューした野崎と井上京子が激突する趣旨だったことにちなみ、後楽園ホールデビューの女子選手を集めるというコンセプトもあったが、カード編成が困難だったこともあり、枠組みは設けない選手構成となった。
試合内容とは別に、会場主催だからこそできるプレゼンの場ともとらえ、バルコニー部分にLEDビジョンを設置した。

## 女子プロレスドリームフェスティバル
参加団体
- Marvelous
- アイスリボン
- PURE-J
- ディアナ
- センダイガールズ
- wave
- スターダム
- SEAdLINNNG
- OZアカデミー

上記に加え、T-HEARTS、YMZ、琉球ドラゴン、COLOR'S、EVEの14団体＋フリーランスの合計44選手が集まり内26選手が後楽園ホールでデビューした選手で構成された。
PPV放送でのゲスト解説はKAIRI。スクリーンでの対戦カード紹介ナレーションは富山智帆。

### 試合結果
| 第1試合 10分1本勝負                                          |    |                |                                                                       |                      |    |                  |
| （Marvelous）                                                | ▲  | Maria          | 時間切れ引き分け                                                      | 川畑梨瑚             | ▲  | （T-HEARTS）     |
| レフェリー:神林大介、リングアナ:Saki（PURE-J）               |    |                |                                                                       |                      |    |                  |
| 第2試合 10分1本勝負                                          |    |                |                                                                       |                      |    |                  |
| （アイスリボン）                                             |    | 朝陽           | 9分24秒 スカイ・デ・スペシャル                                        | マドレーヌ           |    | （ディアナ）     |
| （PURE-J）                                                   | 〇 | 久令愛         | 9分24秒 スカイ・デ・スペシャル                                        | ななみ               |    | （ディアナ）     |
| （アイスリボン）                                             |    | 松下楓歩       | 9分24秒 スカイ・デ・スペシャル                                        | カノン               | ✖  | （センダイ）     |
| レフェリー:バーブ佐々木、リングアナ:はらあい（アイスリボン） |    |                |                                                                       |                      |    |                  |
| 第3試合 15分1本勝負                                          |    |                |                                                                       |                      |    |                  |
| （Marvelous）                                                |    | 渡辺智子       | 13分3秒 ムーンサルト・プレス →片エビ固め                              | 宮崎有妃             | 〇 | （wave）         |
| （YMZ）                                                      |    | 米山香織       | 13分3秒 ムーンサルト・プレス →片エビ固め                              | 旧姓・広田さくら     |    | （wave）         |
| （アイスリボン）                                             | ✖  | 真白優希       | 13分3秒 ムーンサルト・プレス →片エビ固め                              | ハイビスカスみぃ     |    | （琉球ドラゴン） |
| レフェリー:Tommy、リングアナ:坂口真樹子（Marvelous）         |    |                |                                                                       |                      |    |                  |
| 第4試合 15分1本勝負                                          |    |                |                                                                       |                      |    |                  |
| （スターダム）                                               | 〇 | コグマ         | 8分52秒 ダイビング・ボディープレス →片エビ固め                        | 櫻井裕子             | ✖  | （COLOR'S）      |
| （センダイ）                                                 |    | 愛海           | 8分52秒 ダイビング・ボディープレス →片エビ固め                        | 海樹リコ             |    | （SEAdLINNNG）   |
| （PURE-J）                                                   |    | 大空ちえ       | 8分52秒 ダイビング・ボディープレス →片エビ固め                        | レディ･C             |    | （スターダム）   |
| レフェリー:バーブ佐々木、リングアナ:野中美智子（wave）       |    |                |                                                                       |                      |    |                  |
| 第5試合 15分1本勝負                                          |    |                |                                                                       |                      |    |                  |
| （ディアナ）                                                 | 〇 | 井上京子       | 10分21秒 ラリアット→体固め                                            | AKINO                |    | （OZアカデミー） |
| （OZアカデミー）                                             |    | 加藤園子       | 10分21秒 ラリアット→体固め                                            | 佐藤綾子             |    | （ディアナ）     |
| （PURE-J）                                                   |    | Leon           | 10分21秒 ラリアット→体固め                                            | ライディーン鋼       | ✖  | （PURE-J）       |
| レフェリー:村山大値、リングアナ:Saki（PURE-J）               |    |                |                                                                       |                      |    |                  |
| 第6試合 15分1本勝負                                          |    |                |                                                                       |                      |    |                  |
| （アイスリボン）                                             | 〇 | 藤本つかさ     | 9分34秒 ジャパニーズオーシャン・ サイクロン・スープレックス・ホールド | 岡優里佳             |    | （センダイ）     |
| （SEAdLINNNG）                                               |    | 中島安里紗     | 9分34秒 ジャパニーズオーシャン・ サイクロン・スープレックス・ホールド | 宝山愛               | ✖  | （Marvelous）    |
| レフェリー:バーブ佐々木、リングアナ:はらあい（アイスリボン） |    |                |                                                                       |                      |    |                  |
| 第7試合 15分1本勝負                                          |    |                |                                                                       |                      |    |                  |
| （スターダム）                                               | ▲  | ウナギ・サヤカ | 時間切れ引き分け                                                      | 門倉凛               | ▲  | （Marvelous）    |
| （スターダム）                                               | ▲  | 白川未奈       | 時間切れ引き分け                                                      | 梅咲遥               | ▲  | （ディアナ）     |
| レフェリー:神林大介、リングアナ:坂口真樹子（Marvelous）      |    |                |                                                                       |                      |    |                  |
| 第8試合 20分1本勝負                                          |    |                |                                                                       |                      |    |                  |
| （センダイ）                                                 | 〇 | 橋本千紘       | 18分51秒 オブライト                                                   | MIRAI                |    | （スターダム）   |
| （EVE）                                                      |    | 優宇           | 18分51秒 オブライト                                                   | 尾崎妹加             | ✖  |                  |
| レフェリー:村山大値、リングアナ:野中美智子（wave）           |    |                |                                                                       |                      |    |                  |
| 第9試合 30分1本勝負                                          |    |                |                                                                       |                      |    |                  |
| （wave）                                                     |    | 野崎渚         | 29分31秒 Eternal foe→片エビ固め                                       | 尾崎魔弓             |    | （OZアカデミー） |
| （COLOR'S）                                                  | ✖  | SAKI           | 29分31秒 Eternal foe→片エビ固め                                       | 雪妃魔矢             |    |                  |
| （Marvelous）                                                |    | 彩羽匠         | 29分31秒 Eternal foe→片エビ固め                                       | スターライト・キッド | 〇 | （スターダム）   |
| レフェリー:Tommy、リングアナ:安藤頼孝                        |    |                |                                                                       |                      |    |                  |

## 50周年　新日本プロレス＋全日本プロレス
参加団体
- 新日本プロレス
- 全日本プロレス

上記2団体、合計30選手が集まり内14選手が後楽園ホールでデビューした選手で構成された。

### 試合結果
| 第1試合 15分1本勝負       |    |             |                                   |                    |    |            |
| （新日本）                | 〇 | 藤田晃生    | 9分32秒 逆エビ固め                | 井上凌             | ✖  | （全日本） |
| レフェリー:坂本祐哉       |    |             |                                   |                    |    |            |
| 第2試合 20分1本勝負       |    |             |                                   |                    |    |            |
| （新日本）                | ✖  | 大岩陵平    | 8分1秒 バックドロップ →片エビ固め | マスター・ワト     |    | （新日本） |
| （新日本）                |    | 中島佑斗    | 8分1秒 バックドロップ →片エビ固め | 田口隆祐           |    | （新日本） |
| （全日本）                |    | 大森隆男    | 8分1秒 バックドロップ →片エビ固め | ヨシタツ           | 〇 | （全日本） |
| レフェリー:中林泰人       |    |             |                                   |                    |    |            |
| 第3試合 20分1本勝負       |    |             |                                   |                    |    |            |
| （全日本）                | 〇 | TAJIRI      | 10分12秒 サムソンクラッチ         | ブラックめんそーれ | ✖  | （全日本） |
| （新日本）                |    | 矢野通      | 10分12秒 サムソンクラッチ         | 金丸義信           |    | （新日本） |
| レフェリー:神林大介       |    |             |                                   |                    |    |            |
| 第4試合 30分1本勝負       |    |             |                                   |                    |    |            |
| （全日本）                |    | 青柳亮生    | 17分25秒 デスティーノ →片エビ固め | BUSHI              |    | （新日本） |
| （全日本）                |    | 青柳優馬    | 17分25秒 デスティーノ →片エビ固め | 高橋ヒロム         |    | （新日本） |
| （新日本）                | ✖  | 本間朋晃    | 17分25秒 デスティーノ →片エビ固め | 鷹木信悟           |    | （新日本） |
| （新日本）                |    | 真壁刀義    | 17分25秒 デスティーノ →片エビ固め | 内藤哲也           | 〇 | （新日本） |
| レフェリー:佐藤健太       |    |             |                                   |                    |    |            |
| 第5試合 30分1本勝負       |    |             |                                   |                    |    |            |
| （新日本）                |    | YOH         | 13分47秒 消灯 →片エビ固め         | 田村男児           | ✖  | （全日本） |
| （新日本）                |    | YOSHI-HASHI | 13分47秒 消灯 →片エビ固め         | 芦野祥太郎         |    | （全日本） |
| （新日本）                | 〇 | 後藤洋央紀  | 13分47秒 消灯 →片エビ固め         | 諏訪魔             |    | （全日本） |
| レフェリー:マーティー浅見 |    |             |                                   |                    |    |            |
| 第6試合 30分1本勝負       |    |             |                                   |                    |    |            |
| （全日本）                | ▲  | 宮原健斗    | 時間切れ引き分け                  | ジェイク・リー     |    | （全日本） |
| （新日本）                |    | 棚橋弘至    | 時間切れ引き分け                  | タイチ             | ▲  | （新日本） |
| レフェリー:和田京平       |    |             |                                   |                    |    |            |

## その他
- リングは2日間とも新日本プロレスのリングが使用された。
- バルコニーでは後楽園特製の横長電光掲示板が東西に設置された。
- 中継はFIGHTING TV サムライが行うほか、スカパー・SPOOXで生配信。および大会3日後までアーカイブ配信。
- 記念グッズは東京スポーツオンラインショップが取り扱う[7]。